# Malhada dos Bois
Malhada dos Bois est une municipalité brésilienne située dans l'État du Sergipe.